# 牯嶺街少年殺人事件
《牯嶺街少年殺人事件》是一部於1991年上映，由楊德昌執導的台灣史诗青少年犯罪劇情電影，本片改編自1961年發生於台灣台北市牯嶺街的青少年真實殺人事件。
《牯嶺街少年殺人事件》被譽為台灣電影新浪潮最重要的電影之一。上映前，民生報曾在頭版報導此片特殊的選角方式，但角色一直無法確定，過於倉促之下，曾一度暫時停止拍攝計劃。飾演演員的選角、製作技術的繁雜及拍攝資金的銜接方面，造成相當大的困擾與挑戰，總共歷時110個工作日，才將本片拍攝完成。美國歌手（貓王）所演唱的歌曲《Are You Lonesome Tonight》中的一句歌詞「a brighter summer day」，則擷取成為本片的英譯片名。
上映後，該片角逐第64屆奧斯卡金像獎最佳外語片，然而未獲提名。2016年3月22日，美國藝術電影碟商標準收藏發行《牯嶺街少年殺人事件》4K數位修復版影碟，此一修復計畫耗時超過十年，是該片首度正式發行DVD与藍光碟。
《牯嶺街少年殺人事件》在2022年《史上最偉大的視聽電影》評選中排名第78位，是四部入選的華語電影之一，楊德昌的《一一》也入榜在內。

## 劇情簡介

小四與小明

小四生長於公務人員的家庭裏，父親是廣東人，母親則出身上海，小四家族的周遭生活圈，平日皆以外省人為主。就讀建中夜校的小四，最好的朋友是一位喜歡唱西洋歌曲的小貓王，他們去片場看人拍電影，去植物園裏看人幽會，過著忙裡偷閑的生活方式。他們周圍的同學夥伴，都是外省掛「小公園」幫的，但他們並未積極參與其中。
小四在學校醫務室認識一位清秀的女孩小明；他為她蹺課逃學，也為她與眷村小流氓結怨。可是，小明因為家庭貧困而寄人籬下，換過很多家庭，所以極度缺乏安全感，交往過很多男朋友。當然，小四對這一切流言蜚語並不是沒有耳聞，只是他選擇不願相信。 
先前，「小公園」幫老大Honey為了女朋友小明，殺害了「217」眷村幫的頭目紅毛，跑往台南躲避風頭後，再度回到小公園。Honey對小四很友善，也相信他和小明在一起能讓小明幸福，而小四則被Honey的風采所吸引。可是，由於籌辦中山堂音樂會幕後的幫派競逐之下，「217」首領山東偽造車禍，害死Honey。 

此時，小四父母的上海舊識汪狗，則要求身為公務員的父親串通舞弊不果，因此陷害小四的父親涉嫌通匪，小四的父親因而被帶至警備總部拘禁訊問，受盡反覆偵訊與逼寫自白書的煎熬。等他被釋放後，已經變成一個情緒不穩定的人。與此同時，為了替Honey報仇，小四等人則與本省掛的萬華流氓聯手，一同夜襲害死Honey的外省掛混混。
Honey的死訊和父親的變化，讓小四變得焦躁不安，並對現狀愈發不滿。某日，他發現自己的新朋友，父親是軍隊司令的公子哥小馬，竟私下悄悄與小明相好，乃暗下決心要懲罰小馬。傍晚，小四帶刀出門後碰上了小明，而小明則以自己真實體驗及價值觀念向小四提出質疑。最後，小四在無法忍受這樣的折磨之下，失控刺殺小明。

## 人物角色
| 角色名稱          | 演員           | 備註                         |
| 小四家            | 小四家         | 小四家                       |
| ----------------- | -------------- | ---------------------------- |
| 張舉              | 張國柱         | 公務人員，小四的父親         |
| 金老師            | 金燕玲         | 學校老師，小四的母親         |
| 張娟              | 王琄           | 大學學生，小四的大姐（老大） |
| 張翰              | 張翰           | 高中學生，小四的大哥（老二） |
| 張瓊              | 姜秀瓊         | 高中學生，小四的二姐（老三） |
| 張震／小四／86089 | 張震           | 初中學生（小四）             |
| 張雲              | 賴梵耘         | 小學學生，小四的小妹（老幺） |
| 小四同學          |                |                              |
| 小馬              | 譚至剛         | 初中學生，小四的同學         |
| 王茂／小貓王      | 王啟讚         | 初中學生，小四的同學         |
| 飛機              | 柯宇綸         | 初中學生，小四的同學         |
| 三角褲            | 張明新         | 初中學生，小四的同學         |
| 肉彈              | 戎俊龍         | 初中學生，小四的同學         |
| 小虎              | 周慧國         | 初中學生，小四的同學         |
| 毛獸              | 何青祥         | 初中學生，小四的同學         |
|                   | 劉清琪         | 小虎幫眾                     |
|                   | 蔡昌達         | 小虎幫眾                     |
|                   | 李忠明         | 小虎幫眾                     |
| 小公園太保幫      |                |                              |
| Honey(哈尼)       | 林鴻銘         | 小公園太保幫                 |
| 二條              | 王宗正(王柏森) | 公園幫小太保                 |
| 滑頭              | 陳宏宇         |                              |
| 小翠              | 唐曉翠         | 小公園太保幫                 |
| 穎穎              | 江明穎         | 小公園太保幫                 |
| 蚯蚓              | 楊天祥         | 小公園太保幫                 |
|                   | 廖小維         | 小公園太保幫                 |
|                   | 林正菁         | 小公園太保幫                 |
|                   | 李明勳         | 小公園太保幫                 |
|                   | 陳泰松         | 小公園太保幫                 |
| 電星合唱團        |                |                              |
|                   | 徐慶復         | 主唱                         |
|                   | 張祥麟         | 吉他                         |
|                   | 高宗保         | 貝斯                         |
|                   | 陳體強         | 鼓手                         |
| 小公園合唱團      |                |                              |
|                   | 曹子文         | 吉他                         |
|                   | 劉名振         | 貝斯                         |
|                   | 張逸群         | 鼓手                         |
|                   | 袁凌           | 鋼琴                         |
|                   | 蕭艾           | 冰店老闆娘                   |
|                   | 陳希聖         | 瞎子飛官                     |
| 二一七太保幫      |                |                              |
| 山東              | 楊順清         | 二一七太保幫                 |
| 小神經            | 倪淑君         | 二一七太保幫                 |
| 卡五              | 王維明         | 二一七太保幫                 |
| 記分小妹          | 王嘉瑋         | 二一七太保幫                 |
| 光頭              | 王也民         | 二一七太保幫                 |
| 西部              | 曲德海         | 二一七太保幫                 |
| 嘴子              | 劉亮佐         | 二一七太保幫                 |
| 鳥八              | 程健雄         | 二一七太保幫                 |
|                   | 李明哲         | 二一七太保幫                 |
|                   | 石沛民         | 二一七太保幫                 |
|                   | 林煜成         | 二一七太保幫                 |
|                   | 鍾宜成         | 二一七太保幫                 |
|                   | 何嘉賢         | 二一七太保幫                 |
| 南海路太保幫      |                |                              |
| 葉子              | 沈斻           | 南海路太保幫                 |
| 顆星              | 傅仰曄         | 南海路太保幫                 |
| 萬華市場流氓      |                |                              |
| 馬車              | 陳以文         | 萬華市場流氓                 |
| 師爺              | 李清富         | 萬華市場流氓                 |
| 文旦              | 林仁杰         | 萬華市場流氓                 |
| 嗎啡              | 鄭源成         | 萬華市場流氓                 |
| 兩光              | 蔡奕欽         | 萬華市場流氓                 |
| 豬鏢              | 閻國強         | 萬華市場流氓                 |
| 尿布仔            | 殷玉龍         | 萬華市場流氓                 |
|                   | 鄭康年         | 萬華市場流氓                 |
|                   | 徐賢良         | 萬華市場流氓                 |
|                   | 黃榮火         | 萬華市場流氓                 |
|                   | 胡寧遠         | 萬華市場流氓                 |
|                   | 羅仲宏         | 萬華市場流氓                 |
|                   | 湯志堅         | 萬華市場流氓                 |
|                   | 曾千虹         | 萬華市場流氓                 |
| 小明家人          |                |                              |
|                   | 張盈真         | 小明的母親                   |
| 劉子明／小明      | 楊靜怡         |                              |
|                   | 金士傑         | 小明的七舅                   |
|                   | 林麗卿         | 小明的七舅媽                 |
| 方太太            | 陸秋雲         |                              |
| 老月              | 陳良月         |                              |

| 角色名稱     | 演員       | 備註         |
| 小醫生診所   | 小醫生診所 | 小醫生診所   |
| ------------ | ---------- | ------------ |
|              | 賴德南     | 老醫生       |
|              | 施明揚     | 小醫生       |
| 香莉         | 陳湘琪     | 未婚妻       |
|              | 陳立美     | 護士         |
| 小四同學家長 |            |              |
|              | 蕭志文     | 小馬的母親   |
|              | 呂德明     | 飛機的父親   |
| 小四親人同學 |            |              |
| 夏師母       | 唐如韞     |              |
| 汪國正／汪狗 | 徐明       |              |
| 汪妻         | 蔡琴       |              |
| 陳公         | 段鍾沂     |              |
| 陳太         | 曹金玲     |              |
|              | 章可中     | 小四大姐男友 |
|              | 胡成融     | 汪狗的朋友   |
|              | 劉婉真     | 汪狗的朋友   |
|              | 李婠華     | 汪狗的朋友   |
|              | 李以須     | 汪狗的朋友   |
| 小四鄰居     |            |              |
| 胖叔         | 卓明       |              |
|              | 張文燕     | 胖叔太太     |
| 趙班長       | 李龍禹     |              |
|              | 蕭蓮蓮     | 胖叔的女兒   |
| 建中         |            |              |
|              | 沈永江     | 訓導主任     |
|              | 胡翔評     | 教官         |
|              | 孟騏良     | 訓育組長     |
|              | 林如萍     | 護士         |
| 紅豆冰       | 黃淑娟     |              |
|              | 閻鴻亞     | 國文老師     |
|              | 范洪生     | 工友         |
|              | 馬汀尼     | 數學老師     |
|              | 史良騏     | 導師         |
|              | 蔣沅       | 老師         |
|              | 雷寅雄     | 男體育老師   |
|              | 趙欣然     | 女體育老師   |
| 寄車處管理員 |            |              |
|              | 吳功       | 寄車處管理員 |
|              | 林維       | 寄車處管理員 |
| 植物園情侶   |            |              |
|              | 楊立平     | 植物園情侶   |
|              | 周慧玲     | 植物園情侶   |
| 片廠         |            |              |
|              | 鄧安寧     | 導演         |
|              | 郭昌儒     | 場務領班     |
|              | 石明玉     | 女明星       |
|              | 林恒正     | 男明星       |
|              | 石依華     | 副導演       |
|              | 舒國治     | 攝影師       |
|              | 高妙慧     | 製片老闆娘   |
|              | 茅新蟾     | 化粧         |
|              | 方靜琦     | 場記         |
| 警總         |            |              |
|              | 余為彥     | 主任         |
|              | 李敏男     | 工友         |
|              | 李自強     | 受刑人       |
|              | 王道南     | 組員         |
|              | 吳莊       | 組員         |
|              | 吳樂勤     | 組員         |
| 警局         |            |              |
|              | 侯德健     | 警官         |
|              | 郎祖筠     | 女警         |
|              | 陳來福     | 刑警         |
|              | 湯湘竹     | 刑警         |
| 少年組       |            |              |
|              | 劉長灝     | 組長         |
|              | 謝鴻鈞     | 組員         |
|              | 段鍾璋     | 組員         |
| 教堂         |            |              |
| 陳牧師       | 陳立華     |              |
|              | 孫寶貴     | 管理員       |
|              | 蔣薇華     | 管理員       |
| 中山堂管理員 |            |              |
|              | 閻崇聖     | 中山堂管理員 |
|              | 魏明明     | 中山堂管理員 |
|              | 王其洋     | 中山堂管理員 |
|              | 鄭康年     | 中山堂管理員 |

按電影片尾演出表排序。

## 製作

### 取景
整個舞臺在台灣鐵路管理局廳舍取景，也曾赴九份金瓜石及屏東等地區拍攝，構築出1960年代台北市古亭區的風光，及早期台灣社會實際的生活面貌。
- 台北市立建國高級中學
- 新北市私立淡江高级中学
- 屏東糖廠[6]
- 萬金營區靶場（小四與小明遭到小太保圍堵的大草原）
- 屏東縣萬巒鄉的萬金營區及屏98公路內埔鄉興南村路段（片中出現戰車的地點）

### 原聲帶
| 曲目 | 歌曲名稱                                        | 演唱者           |
| ---- | ----------------------------------------------- | ---------------- |
| 1.   | Why                                             | 牯嶺街少年合唱團 |
| 2.   | Poor little fool                                | 牯嶺街少年合唱團 |
| 3.   | Angel baby                                      | 牯嶺街少年合唱團 |
| 4.   | Don't be cruel                                  | 牯嶺街少年合唱團 |
| 5.   | Mr. Bule                                        | 牯嶺街少年合唱團 |
| 6.   | Why（Guitar Instrumental）                      | 牯嶺街少年合唱團 |
| 7.   | Are you lonesome tonight                        | 牯嶺街少年合唱團 |
| 8.   | This magic moment                               | 牯嶺街少年合唱團 |
| 9.   | Only the lonely                                 | 牯嶺街少年合唱團 |
| 10.  | Never be anyone else but you                    | 牯嶺街少年合唱團 |
| 11.  | Peggy Sue                                       | 牯嶺街少年合唱團 |
| 12.  | Are you lonesome tonight（Guitar Instrumental） | 牯嶺街少年合唱團 |

## 主題
根據影評家戈弗瑞·切斯（Godfrey Cheshire）的觀點，這部電影呈現出「兩個面孔，就像它有兩個標題一樣」的特點，這是因為電影在播放過程中突然改變了情節。《牯嶺街少年殺人事件》最初是個充滿緊張和暴力的青少年幫派故事，卻在後半部轉變成更內省和以家庭為導向的電影。主人公被動地目睹他的父親被指控成間諜、他的兄弟債台高築，他的母親默默承受著苦痛。切斯特解釋了這種「面孔」的轉變：
「外在」的面孔，是對一個所有正當權威都已經被侵蝕或破壞的社會的高度批判性看法，這是非常儒家的關切，以至於像小四這樣的年輕人可以被投入到電影中的中文標題所指示的暴力螺旋中，該標題翻譯為「牯嶺街少年殺人事件」，指的是一起臭名昭著的犯罪事件，它是電影靈感的來源。與此同時，「內在」的面孔，由1960年艾維斯·普里斯萊的經典歌曲《今夜你寂寞嗎？》的歌詞指示，該歌曲僅為電影命名，與臺灣無關，但卻更多地與一種不受時間或地點約束的狀態有關：包括在青少年的孤獨、憂鬱和渴望。
電影敘述了臺灣在國共內戰結束、中華人民共和國建立之後，以及中華民國政府遷往島嶼十年間所發生的國籍認同、文化及年齡分歧等議題。故事的焦點集中在青少年角色身上，他們深受家庭流亡、傳統社會價值觀的變遷、青春愛情和友誼的波動，以及社會錯位所帶來的影響。這一時期逐漸興起的青少年幫派在成年罪犯的贊助下，提供某種程度的社會認同。電影中的成年人如小四的父親，則受到自身社會地位和工作的限制，以及對金錢的需求和單調的職業所影響。同時，中國人、臺灣人和日本居民之間的種族和階級緊張關係，加上西方，特別是美國文化的影響，進一步加深了整個背景的複雜性。

## 迴響

### 票房

#### 1991年
本片於1991年7月27日-1991年9月19日上映，總票房為9,368,930元。

#### 2016年
數位修復版於2016年11月11日-2017年2月3日上映，總票房為2,718,213元。

### 批判性評價
這部電影獲得了極高的評價，並在金馬影展、亞太影展、《電影旬報》大獎和東京國際電影節上贏得了多個獎項。電影經過三次剪輯，分別是原始的237分鐘版本、三小時版本和較短的127分鐘版本。
《牯嶺街少年殺人事件》在電影數據表「TSPDT」的評論列表中被評為有史以來第110受讚譽的電影，同時也是自1991年以來最受讚譽的電影。在爛番茄上根據24則評論，該電影獲得了100%的完美評分，平均得分為9.40/10。該網站的評論共識稱：「《牯嶺街少年殺人事件》是一部出色的電影和藝術成就，描繪了青春、理想、暴力和政治在一種憂鬱而溫柔的光線下，最終呈現對臺灣身份的複雜肖像。」
《紐約時報》的A.O.史考特在他2011年的評論中寫道：「在技巧的各個方面——從煙熏色彩和熙攘、離心構圖到故事結構和表演的情感精確度——這部電影是絕對的巧妙之作。」大衛·柏德威爾認為這是他最喜歡的楊德昌電影之一，並將其選為1990年代最佳電影之一。他認為：「在《牯嶺街少年殺人事件》中，楊德昌結合了他所看到的，與侯孝賢的《悲情城市》和其他臺灣新電影所顯現的一些攝影和舞台傾向。」他還指出：「行動的廣度是非凡的，對日常生活矛盾拉力的感覺逐漸浮現......結果是對青少年激情的冷眼看待，是在壓抑的環境中成長的年輕人的現實觀。」
約瑟夫·羅森堡在2004年將其列為他最喜愛的100部電影之一，並認為它是最偉大的臺灣電影，同樣將其列為1990年代最佳電影之一，讚揚其「小說般豐富的角色、背景和環境、對物品的使用、在臺灣新電影中的重要性，並將其與《養子不教誰之過》相比，二者都在「夜間抒情和宇宙般的絕望」中有著相似的要素。在《電影評論》的1990年代最佳電影投票中，《牯嶺街少年殺人事件》被7位評論家、學者和策展人視為1990年代最佳或最被低估的電影之一，其中包括芝加哥電影中心的前策展人芭芭拉·夏爾斯，他將其列為1990年代的最佳電影，稱其為「通過其深刻的個人觀察而改變敘事的電影，以及通過其堅定的力量牢牢地抓住情感和想像力。」艾瑞·阿斯特在2018年《大師之選》中將其列為他最喜愛的電影之一，並評論說：「《牯嶺街少年殺人事件》是一部令人驚嘆的黑幫史詩片。我不知道你怎麼看，而不被說服你正在觀看有史以來最偉大的電影。它就像是《教父》一樣。」

### 獎項
- 第28届金馬獎 (1991年)

| 獎項         | 入圍者                         | 結果 |
| 最佳劇情片   | 牯嶺街少年殺人事件             | 獲獎 |
| 最佳導演     | 楊德昌                         | 提名 |
| 最佳男主角   | 張國柱                         | 提名 |
| 最佳男主角   | 張震                           | 提名 |
| 最佳女主角   | 楊靜怡                         | 提名 |
| 最佳女配角   | 金燕玲                         | 提名 |
| 最佳女配角   | 姜秀瓊                         | 提名 |
| 最佳原著劇本 | 楊德昌、閻鴻亞、楊順清、賴銘堂 | 獲獎 |
| 最佳攝影     | 張惠恭                         | 提名 |
| 最佳服裝設計 | 余為彥                         | 提名 |
| 最佳美術設計 | 余為彥、楊德昌                 | 提名 |
| 最佳錄音     | 嘉禾錄音室、楊偉強             | 提名 |

- 亞太影展

- 「最佳影片獎」

- 東京影展

- 「評審團特別大獎」
- 「國際影評人獎」（費比西獎）

- 南特影展

- 「最佳導演獎」：楊德昌

- 新加坡影展

- 「最佳導演獎」：楊德昌

## 書籍
| 出版時間  | 書名               | 作者                         | 性質         | 出版公司     | ISBN                |
| 1991年6月 | 牯嶺街少年殺人事件 | 楊德昌／鴻鴻／楊順清／賴銘棠 | 電影劇本     | 時報文化     | ISBN：9789571302645 |
| 1991年7月 | 牯嶺街少年殺人事件 | 吳淡如                       | 電影改編小說 | 遠流出版公司 | ISBN：9789573212430 |

## 備註
1. ↑  香港電影票房 1992 〔華語電影〕 （页面存档备份，存于），〈香港電影票房全紀錄〉
2. ↑  1991年台灣票房 的存檔，存档日期2008-03-05.，〈台灣電影資料庫〉
3. ↑  .   [2012-03-23]. （原始内容存档于2021-01-11）.
4. ↑  .   [2016-12-11]. （原始内容存档于2021-01-11）.
5. ↑  . BFI.   [2023-02-04]. （原始内容存档于2016-08-13） （英语）.
6. ↑  .   [2018-10-13]. （原始内容存档于2021-01-11）.
7. 1 2 3  A Brighter Summer Day: Coming of Age in Taipei
https://www.criterion.com/current/posts/3981-a-brighter-summer-day-coming-of-age-in-taipei （页面存档备份，存于）
8. ↑  1991年台灣票房 的存檔，存档日期2008-03-05.，〈台灣電影資料庫〉
9. ↑  .   [2022-09-21]. （原始内容存档于2022-09-22）.
10. ↑  . www.filmreference.com.   [2023-12-28]. （原始内容存档于2022-11-28）.
11. ↑  . TSPDT.   [2023-12-28]. （原始内容存档于2021-04-21） （英语）.
12. ↑  . Film Comment.   [2023-12-28]. （原始内容存档于2021-01-28） （英语）.
13. ↑  . Observations on film art.   [2023-12-28]. （原始内容存档于2023-12-28）.
14. ↑  . Observations on film art.   [2023-12-28]. （原始内容存档于2023-12-28）.
15. ↑  . jonathanrosenbaum.net.   [2023-12-28]. （原始内容存档于2023-12-28）.
16. ↑  . jonathanrosenbaum.net.   [2023-12-28]. （原始内容存档于2023-11-29）.
17. ↑  . Film Comment.   [2023-12-28]. （原始内容存档于2023-12-01） （英语）.
18. ↑  . The Criterion Collection.   [April 23, 2022]. （原始内容存档于2021-10-28）.

## 外部連結
- 開眼電影網上《牯嶺街少年殺人事件》的資料（繁體中文）
- 豆瓣电影上《牯嶺街少年殺人事件》的資料 （简体中文）
- 时光网上《牯嶺街少年殺人事件》的資料（简体中文）
- AllMovie上《牯嶺街少年殺人事件》的资料（英文）
- 爛番茄上《牯嶺街少年殺人事件》的資料（英文）
- 香港影庫上《牯嶺街少年殺人事件》的資料（繁體中文）
- 互联网电影数据库（IMDb）上《牯嶺街少年殺人事件》的资料（英文）
- 牯嶺街少年殺人事件（A Brighter Summer Day），〈台灣電影資料庫〉